# Podział administracyjny Kościoła katolickiego na Timorze Wschodnim

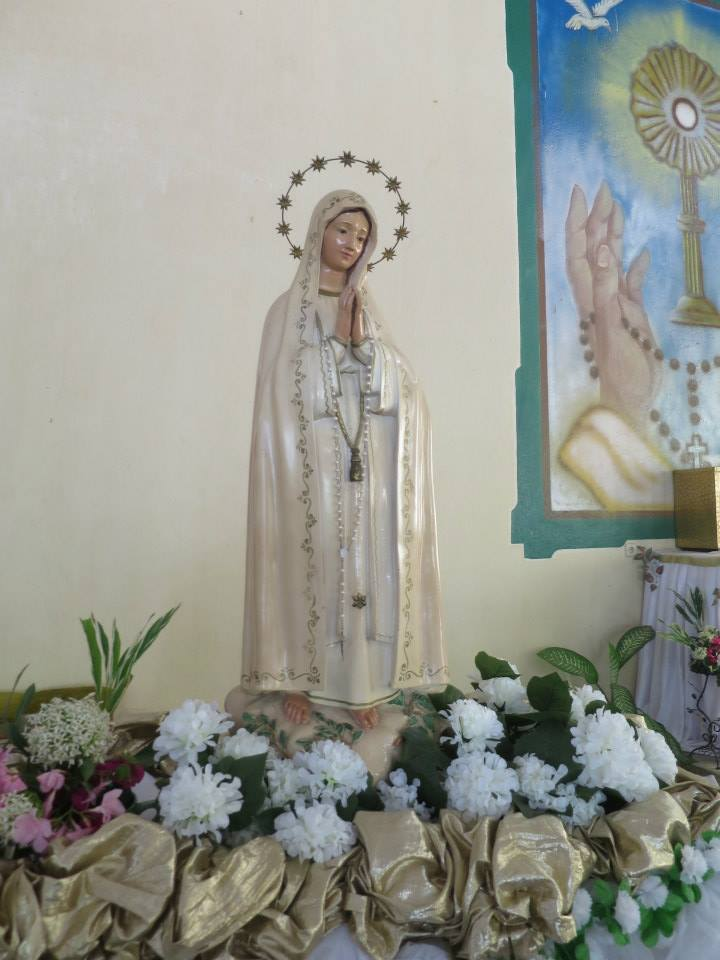
Maria w Laga, Timorze Wschodnim

Podział administracyjny Kościoła katolickiego na Timorze Wschodnim – w ramach Kościoła katolickiego na Timorze Wschodnim funkcjonuje obecnie metropolia Dili, w skład której wchodzą: 
- archidiecezja Dili
  - diecezja Baucau
  - diecezja Maliana.